# San Rafael del Norte
San Rafael del Norte est une ville nicaraguayenne du département de Jinotega au Nicaragua.